# Декларација о заштити националних и политичких права и заједничкој будућности српског народа
Декларација о заштити националних и политичких права и заједничкој будућности српског народа је декларација усвојена 8. јуна 2024. године на Првом свесрпском сабору у Београду.

## Историја
Нацрт декларације је једногласно усвојен на заједничкој седници Владе Републике Србије и Владе Републике Српске, којој су присуствовали председник Републике Србије и председник Републике Српске, председници и народни посланици Народне скупштине Републике Србије и Народне скупштине Републике Српске, као и политички представници српског народа у Федерацији Босне и Херцеговине, Црној Гори и Северној Македонији, уз благослов, молитвено и саборно учешће патријарха српског Порфирија и архијереја Српске православне цркве. Седница је одржана у Палати Србије на Новом Београду.
Сама декларација предвиђа да ће по усвајању бити понуђена на усвајање Народној скупштини Републике Србије и Народној скупштини Републике Српске.

## Текст декларације

### Преамбула
У првом пасусу преамбуле декларације, наводи се да доносиоци полазе од тога да поштују Универзалну декларацију Уједињених нација о људским правима, Међународни пакт о грађанским и политичким правима, Међународни пакт о економским, социјалним и културним правима, Декларацију о начелима међународног права о пријатељским односима и сарадњи између држава у складу са Повељом Уједињених нација, Хелсиншки завршни акт, Бечку декларацију и Програм акције, те Европску конвенцију за заштиту људских права и основних слобода.
Такође, декларација се позива на поштовање Резолуције Савета безбедности ОУН 1244, Устава Републике Србије, Устава Републике Српске и позива на потпуно и доследно поштовање Општег оквирног споразума за мир у БиХ.

### Закључци, ставови, циљеви
Декларација има 49 тачака. Другом тачком је формиран Национални савет српског народа, док је трећом тачком уређен његов састав.